# 1818 en France
Chronologie de la France
- 1814
- 1815
- 1816
- 1817
- 1818
- 1819
- 1820
- 1821
- 1822

Cette page concerne l'année 1818 du calendrier grégorien.

## Événements

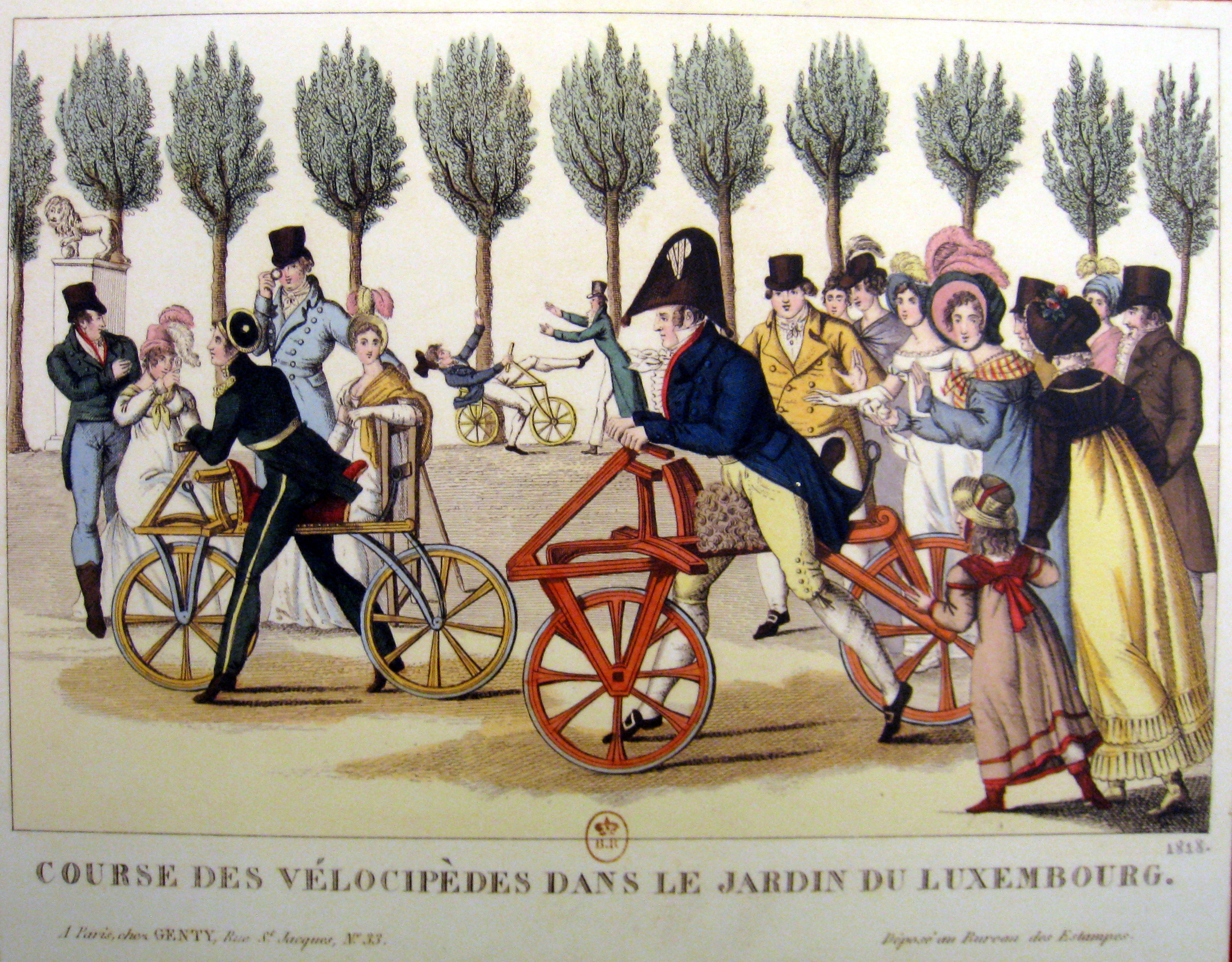
Une Course de Vélocipèdes au Jardin du Luxembourg. 1818. A Paris chez Genty, Rue St. Jacques, N° 33.

- 17 février : Karl Drais brevette  en France sa draisienne, présentée l'année précédente à Mannheim, sous le nom de vélocipède[1], qui devient ensuite un nom générique et est l'origine du terme vélo utilisé dans le langage courant pour désigner une bicyclette.
- 18 février : Mathurin Bruneau, un sabotier qui se faisait passer pour Louis XVII, est condamné à Rouen à sept ans de prison[2].
- 10 mars : loi Gouvion-Saint-Cyr qui réorganise l'armée française. Le recrutement se fait par engagements volontaires avec maintien d’une conscription réduite en cas d’insuffisance d’effectifs. Le service est de six, puis de sept ans, tempéré par la pratique du tirage au sort d’un contingent annuel de 60 000 hommes et du remplacement à prix d’argent[3]. Les officiers doivent avoir servi deux ans comme sous-officiers ou bien sortir d’une École militaire dans laquelle on entre sur concours.

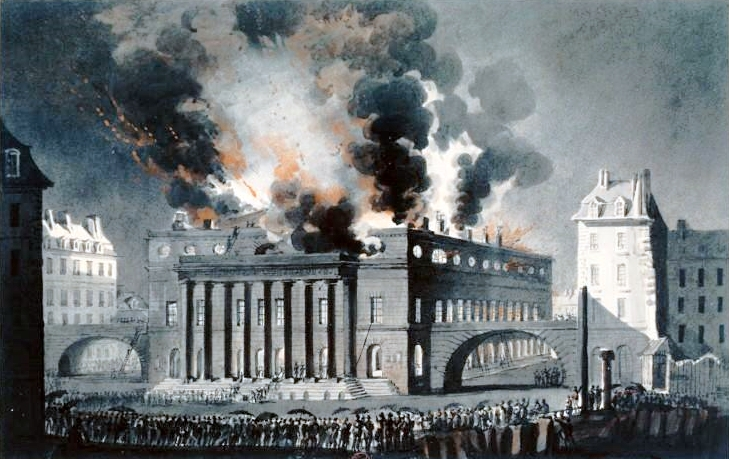
Incendie du théâtre de l'Odéon

- 20 mars : incendie du théâtre de l'Odéon[4].

- 1er avril : ordonnance créant les compagnies de discipline[5].
- 15 avril : abolition de la traite des Noirs par la France[6].
- 25 avril : convention de liquidation signés à Paris. Elle règle définitivement les dettes de la France envers les Alliés après six mois de négociations, soit 16 millions de rentes, qui votées par les Chambres le 6 mai[7].

- 6 mai : loi sur la création des rentes nécessaires pour opérer la libération envers les Puissances Étrangères et leurs sujets, et assurer l'exécution des traités du 20 novembre 1815 et des conventions du 25 avril 1818[7].
- 16 mai : clôture de la session parlementaire[8].

- 29 juillet : une ordonnance royale autorise la création de la première Caisse d’épargne et de prévoyance française par Jacques Laffitte et Benjamin Delessert ; elle ouvre à Paris le 15 novembre[9].
- 2 août : ordonnance du roi qui fixe le mode d'avancement dans l'armée[8].
- 31 août : spéculation haussière à la Bourse de Paris ; le cours de la rente 5 %, de 69 au 30 mai, atteint 80. Il commence à baisser quand certains spéculateurs commencent à vendre, suivis par les gouvernements prussiens et britanniques[7].

- 29 septembre - 21 novembre : congrès d'Aix-la-Chapelle ; Richelieu obtient le retrait des forces alliées du territoire français[10].
- 9 octobre : convention d’Aix-la-Chapelle pour l'évacuation de la France[7]. La France rompt partiellement son isolement en intégrant la Sainte-Alliance qui devient la Quintuple Alliance. La Prusse, l’Autriche, la Russie et le Royaume-Uni renouvellent à son insu le traité de Chaumont (mars 1814), par lequel ils s’unissent contre elle dans le cas où elle représenterait à nouveau une menace pour l’ordre européen.
- 27 et 30 octobre[11] : nouveau succès des libéraux aux élections législatives[12].
- 28 octobre : visite de l'empereur de Russie et du roi de Prusse à Paris[8].
- 30 octobre : à la veille de la liquidation mensuelle à la Bourse de Paris, pour mettre un frein à la spéculation, la Banque de France annonce qu'elle réduit ses escomptes à quarante-cinq jours au lieu de quatre-vingt-dix. Un spéculateur hollandais, Beerenbrock, chargé de rentes françaises financées avec du papier de cavalerie ne peut satisfaire les demandes de remboursement et fait faillite, ce qui met en danger les maisons de banque de Paris qui ont accepté le papier de Beerenbrock et l'on escompté à la Banque de France et provoque un début de panique boursière. Le cours de la rente, de 80 au 1er août, tombe à 68 le 4 novembre. Le ministre des finances Corvetto parvient à enrayer la crise financière. Cette crise lui est reprochée par ses ennemis (notamment Casimir Perier), et le ministre se retire le 12 décembre[7].

- 30 novembre : retrait anticipé des troupes d'occupation de France, à la suite du paiement anticipé des indemnités de guerre exigées par les Alliés[10].

- 7 décembre : démission de Corvetto, remplacé par Roy au département des finances[7].
- 10 décembre : séance royale pour l'ouverture de la session législative de 1818-1819[8].
- 29 décembre : gouvernement constitutionnel de Decazes, axé sur la gauche (fin en 1820). Dessolles est nommé ministre des Affaires étrangères et président du Conseil (fin en 1819)[8]..

- Il y a environ trois cents goguettes à Paris où par milliers chaque semaine ouvriers et ouvrières se retrouvent pour chanter le samedi soir des chansons de leur composition[13].
- Création du Haras royal de Meudon dirigé par le duc de Guiche pour le comte d'Artois[14].